# ورانس سترينجر
ورانس سترينجر (بالإنجليزية: Lawrence B. Stringer)‏ (و. 1866 – 1942 م) هو سياسي، محام من الولايات المتحدة الأمريكية ولد في اتلانتيك سيتي.